# Ариас, Роберто
Робе́рто Эми́лио (Тито) А́риас (исп. Roberto Emilio (Tito) Arias; 1918 — 22 ноября 1989) — панамский журналист, дипломат и политический деятель. Сын политика, президента Панамы Армодио Ариаса-Мадрида, племянник Арнульфо Ариаса, муж балерины Марго Фонтейн. Посол Панамы в Великобритании в 1955—1958 и 1960—1962 годах, участник неудачной попытки государственного переворота в 1959 году.

## Биография
Роберто Ариас родился в 1918 году. Был родом из влиятельной панамской семьи: его отец, Армодио Ариас-Мадрид, был президентом Панамы в 1931 и 1932—1936 годах, дядя, Арнульфо Ариас — также дважды, в 1940—1941 и 1949—1951 годах. Учился в Педди-скул (Хайстаун, Нью-Джерси, США), затем в колледже святого Иоанна (Кембридж, Великобритания). В период с 1942 по 1946 был редактором газеты La Hora, которой владела его семья. Затем перешёл на дипломатическую службу, в течение года был советником посольства Панамы в Чили, после чего вернулся к журналистике. В 1953 году был делегатом Генеральной Ассамблеи ООН. 
В 1955 году Ариас развёлся со своей первой женой, от которой у него было трое детей, вслед затем женился на английской балерине Марго Фонтейн. Вскоре после женитьбы Ариас был назначен послом Панамы в Великобританию. Помогал Фиделю Кастро наладить контакт с Уинстоном Черчиллем. 
В 1959 он и Марго были обвинены в контрабандном провозе оружия на борту их яхты в Панаму и подстрекательству к мятежу против президента Панамы Эрнесто де ла Гуардия. Фонтейн была немедленно депортирована в США, Роберто укрылся в бразильском посольстве, через два месяца получил гарантию безопасного выезда из страны. В конечном итоге обвинения были сняты и после правительственного разрешения паре было позволено вернуться в Панаму. Согласно документам, рассекреченным британским правительством в марте 2010 года, оба супруга участвовали в попытке переворота, которая провалилась из-за грубого просчёта, допущенного в последнюю минуту.
В мае 1964 года Ариас был избран в Национальную ассамблею, это стало его первым участием в активной политике. Двумя месяцами позже он был ранен на уличном перекрёстке пригорода Панама-сити в ходе спора со своим другом и бывшим политическим помощником Альберто Хименесом. Широко разошлись слухи, что поводом к покушению стал  роман с женой Хименеса. Ариас провёл 18 месяцев в британских больницах и до конца жизни остался тетраплегиком, прикованным к инвалидной коляске. Необходимость оплачивать огромные медицинские счета стала одной из причин, побудивших Фонтейн продолжать артистическую карьеру, невзирая на свой возраст. Подруга Фонтейн Колет Кларк, сотрудничавшая с ней при организации концертов Королевской академии танца, сказала:

Люди говорили: это такая трагедия, что его подстрелили. Конечно, это не стало трагедией, поскольку она получила что хотела. Заботиться о ком-нибудь и любить и быть щедрой со всей преданностью и силой её чудесного характера.
В отсутствие Фонтейн, постоянно гастролировавшей по всему миру вместе с Рудольфом Нуреевым, в дом к Ариасу переезжала его тайная жена, светская львица Анабелла Вальярино — перед возвращением балерины она покидала дом. В день смерти Ариаса, 22 ноября 1989 года, Вальярино совершила самоубийство, сделав глоток из бутылки с хлоркой; они оба были похоронены в один день.
У Ариаса было два брата, Армодио и Гилберто, и сестра Розарио де Галиндо. От первого брака у него было трое детей — дочери Керубе Бриллембург и Розита Вальярино, сын Роберто Ариас, а также шестеро внуков.

## Фильмография
- The Great Romances of the twentieth century, Ep. 16 (Roberto Arias and Margot Fonteyn) // BBC, Nugus-Martin Productions, 1999.